# Cycle glutathion-ascorbate

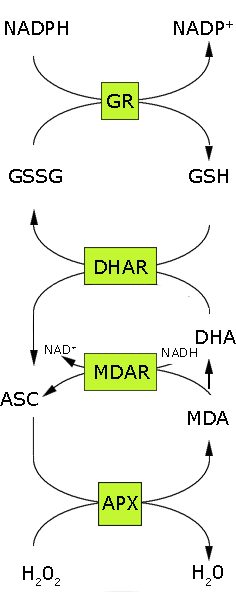
Cycle glutathion-ascorbate
GR : glutathion réductase
DHAR : glutathion déshydro-génase à ascorbate
MDAR : monodéshydro-ascorbate réductase à NADH
APX : L-ascorbate peroxydase

Le cycle glutathion-ascorbate est une voie métabolique de détoxication du peroxyde d'hydrogène H2O2, un dérivé réactif de l'oxygène issu du métabolisme cellulaire, et notamment des chaînes de transport d'électrons. Ce cycle fait intervenir des antioxydants tels que l'ascorbate, le glutathion et le NADPH, ainsi que les enzymes de liaison à ces métabolites.
La première étape de cette voie consiste en la réduction du peroxyde d'hydrogène H2O2 en eau H2O par une ascorbate peroxydase (APX) à l'aide d'ascorbate comme donneur d'électron. Le radical monodéshydroascorbate issu de l'oxydation de l'ascorbate se dismute en ascorbate et déshydroascorbate ; il peut également redonner de l'ascorbate sous l'action d'une monodéshydroascorbate réductase à NADH. Le déshydroascorbate issu de la dismutation du monodéshydroascorbate est réduit en ascorbate sous l'action d'une glutathion déshydrogénase à ascorbate avec conversion concomitante de deux molécules de glutathion GSH en une molécule de disulfure de glutathion GSSG. Ce dernier est à son tour réduit en glutathion par une glutathion réductase à l'aide de NADPH comme donneur d'électrons. De cette façon, à la fois l'ascorbate et le glutathion sont régénérés à l'issue de ces réactions, tandis qu'un flux d'électrons s'établit du NADPH vers H2O2. La réduction du déshydroascorbate peut être aussi bien non enzymatique que catalysée par une glutathion déshydrogénase à ascorbate comme la glutathion S-transférase oméga-1 ou une glutarédoxine,.
Chez les plantes, le cycle glutathion-ascorbate se déroule dans le cytosol, les mitochondries, les plastes et les peroxysomes,. Dans la mesure où le glutathion, l'ascorbate et le NADPH sont présents à concentration élevée dans les cellules des plantes, on pense que le cycle glutathion-ascorbate joue un rôle essentiel dans la détoxication du H2O2 ; il existe cependant d'autres enzymes (peroxydases), comme les peroxyrédoxines et les glutathion peroxydases, qui utilisent les thiorédoxines ou les glutarédoxines comme substrats réducteurs, et qui interviennent également dans l'élimination du peroxyde d'hydrogène chez les plantes.